# Beizi Dao
Beizi Dao är klippor bland Spratlyöarna i Sydkinesiska havet. Kina betraktar dem som sitt territorium, något som inte erkänns av grannländer som Vietnam och Taiwan.